# Leptataspis proserpinopsis
Leptataspis proserpinopsis är en insektsart som beskrevs av Schmidt 1911. Leptataspis proserpinopsis ingår i släktet Leptataspis och familjen spottstritar. Inga underarter finns listade i Catalogue of Life.